# Біле Блота (Свецький повіт)
Біле Блота (пол. Białe Błota, нім. Gellenhütte) — село в Польщі, у гміні Єжево Свецького повіту Куявсько-Поморського воєводства.
Населення — 112 осіб (2011).
У 1975-1998 роках село належало до Бидгощського воєводства.

## Демографія
Демографічна структура станом на 31 березня 2011 року:
|          | Загалом | Допрацездатний вік | Працездатний вік | Постпрацездатний вік |
| -------- | ------- | ------------------ | ---------------- | -------------------- |
| Чоловіки | 59      | 18                 | 36               | 5                    |
| Жінки    | 53      | 17                 | 26               | 10                   |
| Разом    | 112     | 35                 | 62               | 15                   |